# Microrégion de Frutal
La microrégion de Frutal est l'une des sept microrégions qui subdivisent la région du triangle mineiro et Haut-Paranaíba, dans l'État du Minas Gerais au Brésil.
Elle comporte 12 municipalités qui regroupaient 161 284 habitants en 2006 pour une superficie totale de 16 839 km2.

## Municipalités[1]
- Campina Verde
- Carneirinho
- Comendador Gomes
- Fronteira
- Frutal
- Itapagipe
- Iturama
- Limeira do Oeste
- Pirajuba
- Planura
- São Francisco de Sales
- União de Minas